# 朽木宣綱
朽木 宣綱（くつき のぶつな、天正10年（1582年） - 寛文2年5月1日（1662年6月16日））は、安土桃山時代から江戸時代前期にかけての武将。朽木元綱の長男。母は尭慧の娘。友綱、稙綱の兄。官位は従五位下兵部少輔。号は立斎。正室は京極高吉の娘のマグダレナ（洗礼名）。

## 生涯
はじめ豊臣氏、次いで徳川氏に仕えた。 元和2年（1616年）に徳川家康の太政大臣任官の儀において、配膳役を務めた。
父の元綱は慶長5年（1600年）の関ヶ原の合戦後、1万石に僅かに届かない9,590石を領していた。元和2年に元綱が隠居した際、宣綱に6,350石を相続させ、3,240石を隠居料としていた。寛永9年（1632年）に元綱が死去すると、宣綱は弟らにそれぞれ友綱2,015石、稙綱1,100石と分知し、残りの110石余を併せて本家所領は6,470石となった。朽木氏は江戸幕府の下で大身旗本の一人として仕えた。旗本とはいえ朽木家は京都防衛の要地を所領に持ち、鎌倉時代以来の近江源氏の名家の末裔でもあったので、大名並の待遇である交代寄合に列せられた。
正妻の京極マグダレナは智綱と京極高通を産んだ後、慶長11年（1606年）に京都八瀬の館で死去した。宣綱は仏式の葬儀を主張したが、マグダレナの母･京極マリアの説得により、京都の切支丹教会にて切支丹式の葬儀が盛大に行われた。この事は後に問題となり、マリアの姪にあたる淀殿が徳川家康に苦情を訴える事件となった。
万治2年（1659年）、子の智綱に家督を相続させ隠居した。智綱は父の遺領のうち弟の良綱に1,000石、元綱に700石をそれぞれ分与し、残りの4,770余石を知行した。
寛文2年（1662年）5月1日、寛文地震により朽木陣屋の建物が倒壊。多くの家臣らと共に宣綱も巻き込まれ、死去した。享年81、法号は崇玄。

### 秀隣寺
宣綱はマグダレナの菩提を弔うために秀隣寺（周林院）を建立し、その境内に墓を建てた。秀隣寺の本尊は観音像に似せた聖母マリア像であった。享保14年（1729年）に興聖寺 (高島市)が同地に移転したことにより、秀隣寺は上柏村指月谷に移るが、二度にわたる火災などで移転すること数度、文化10年（1813年）には無住となって廃され、のちに現在の朽木村野尻に再建された。
最初に秀隣寺が建立された地には元は、享禄元年（1528年）から享禄4年（1531年）にかけて第12第将軍･足利義晴が細川晴元・三好元長に追われ、朽木稙綱を頼って朽木谷に滞在した岩神館があり、管領･細川高国が造営した庭園が現在も残っている。その庭園は「旧秀隣寺庭園」として登録され、国の名勝となっている。

## 系譜
- 正室：マグダレナ（洗礼名） - 京極高吉の娘。
  - 長男：智綱
  - 次男：京極高通
- 側室：伴氏
  - 三男：良綱
  - 四男：元綱（父と同名）
- 生母不明の子女
  - 女子：大島義唯室
  - 女子：岡本介球室
  - 女子：川口宗次室 - 旗本で長崎奉行や江戸町奉行を勤めた川口宗恒の生母。
  - 女子：高麗道覚室
  - 女子：三沢清長室[3][4]

## 子孫
宣綱の長男智綱が朽木本家を相続し、明治まで朽木の地を保った。
次男の高通は母の兄弟に当たる京極高知の婿養子となり、丹後峰山藩1万3000石の大名となった。三男の家系は1,000石、四男は700石の旗本となった。